# Pehr Olofsson i Dillne
Pehr Olofsson (Pehr Olofsson i Dillne), född 23 januari 1716 i Dillne, Ovikens församling, död 25 maj 1782 i Dillne, Ovikens församling, var en jämtsk kyrkobyggmästare, verksam under 1700-talets mitt, främst i Jämtland. Han byggde ett flertal kyrkor i Jämtland och Härjedalen, bland annat Ovikens gamla kyrka, Hallens kyrka och Lillhärdals kyrka.
Pehr Olofsson var även känd som klockstapelbyggare. En av de mest kända är klockstapeln vid Frösö kyrka, byggd 1754, vilken betraktas som typisk för de rikt och varierat utformade staplarna i Norrland under 1700-talet.